# Entropion

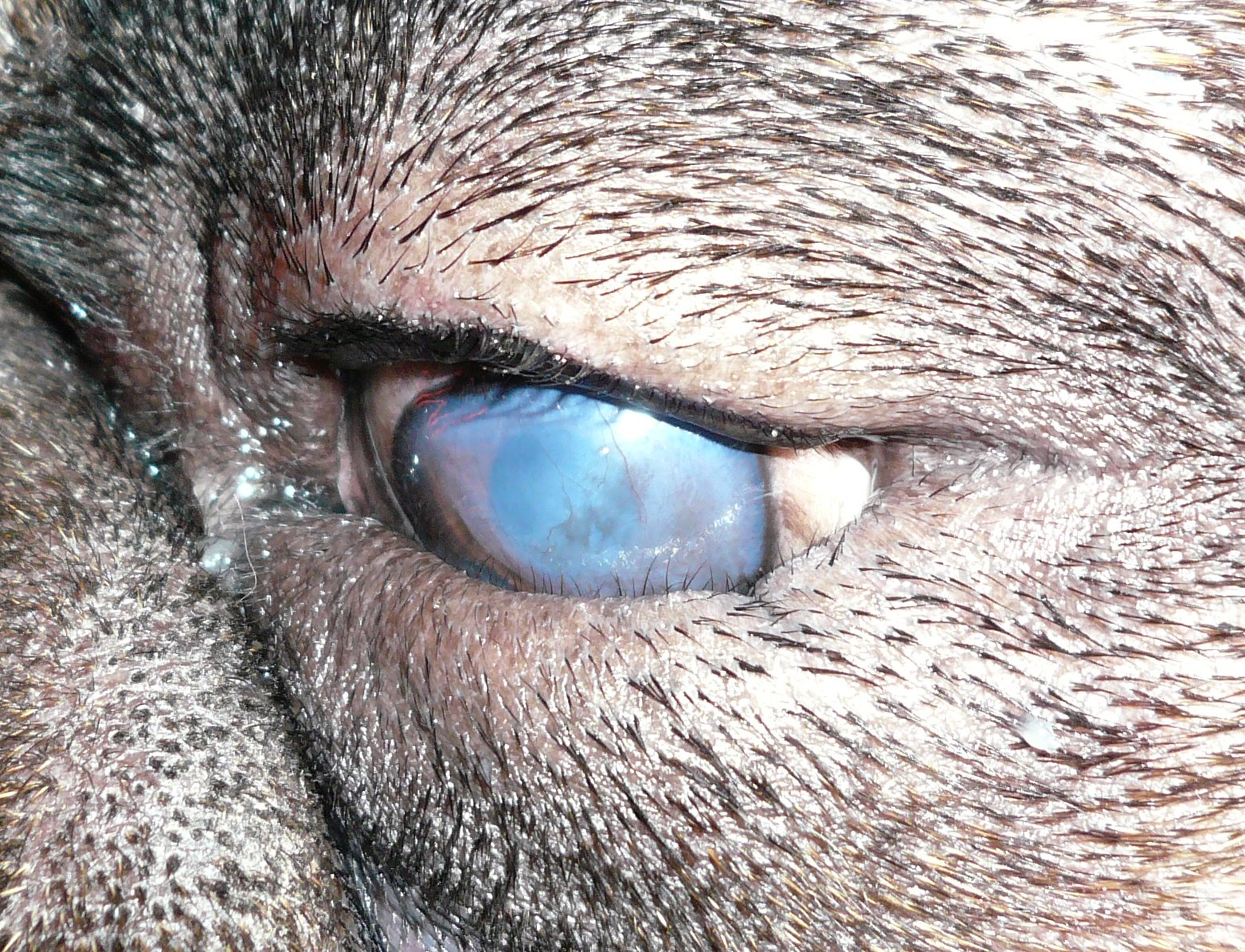
Entropion chez un chien (paupière inférieure).

L’entropion est un enroulement du bord libre de la paupière vers l'intérieur (vers la cornée). Il est à l'origine d'une irritation et d'une inflammation de la cornée et de la conjonctive (kérato-conjonctivite), ainsi que d'un écoulement séreux pouvant se surinfecter. Avec le temps, le frottement de la paupière sur la cornée provoque un ulcère cornéen.
L'entropion peut avoir trois causes possibles : congénitale, spasmodique ou cicatricielle.
Le traitement peut être soit médical (dans ce cas il est simplement palliatif), soit chirurgical (seule solution au problème).